# Emily Odoemenam
Emily Odoemenam (* 24. Dezember 1970) ist eine ehemalige nigerianische Leichtathletin, die sich auf den Sprint spezialisiert hat. Ihren größten sportlichen Erfolg feierte sie mit dem Afrikameistertitel in der 4-mal-400-Meter-Staffel 1993 in Durban.

## Sportliche Laufbahn
Erste internationale Erfahrungen sammelte Emily Odoemenam vermutlich im Jahr 1990, als sie bei den Afrikameisterschaften in Kairo in 23,59 s die Silbermedaille im 200-Meter-Lauf hinter ihrer Landsfrau Fatima Yusuf gewann und sich über 400 Meter in 53,30 s die Bronzemedaille hinter ihren Landsfrauen Yusuf und Charity Opara sicherte. 1993 gewann sie bei den Afrikameisterschaften in Durban in 52,26 s die Silbermedaille im 400-Meter-Lauf hinter der Mosambikanerin Tina Paulino und siegte mit der nigerianischen 4-mal-400-Meter-Staffel in 3:33,21 min gemeinsam mit Omolade Akinremi, Omotayo Akinremi und Mary Onyali-Omagbemi. Anschließend schied sie mit der Staffel bei den Weltmeisterschaften in Stuttgart mit 3:33,12 min in der Vorrunde aus. Daraufhin trat sie nicht mehr international in Erscheinung.
1993 wurde Odoemenam nigerianische Meisterin im 400-Meter-Lauf.